# Fidelity National Information Services
Fidelity National Information Services (FIS) ist ein amerikanisches Unternehmen, das im Umfeld von Finanzdienstleistungen unterstützende Software und die Abwicklung finanzieller Transaktionen anbietet.

## Geschichte
1962 wurde das Vorläuferunternehmen Computer Power Incorporated gegründet. Im Jahr 2004 übernahm FIS die Kordoba GmbH.  Seit der Fusion mit Certegy zum 1. Februar 2006 wird FIS an der New York Stock Exchange gehandelt. Das Unternehmen wird dort im S&P 500 geführt. Im Jahr 2015 übernahm FIS SunGard. FIS unterhält Geschäftsbeziehungen zu mehr als 20.000 Finanzdienstleistern, darunter die meisten der weltgrößten Banken.
Im Jahr 2019 beschäftigte das Unternehmen etwa 55.000 Mitarbeiter:15 und erzielte einen Umsatz von 10,3 Milliarden US-Dollar:69.
Ende Juli 2019 wurde die Übernahme von Worldpay abgeschlossen.

## Produkte und Dienstleistungen
Einer der Schwerpunkte liegt im Bankbereich, wo sowohl das Retail- als auch das Investmentbanking umfasst ist. Produkte und Dienstleistungen decken neben den operativen Aspekten des Tagesgeschäfts für z.b. das Trading und Payments unter anderem auch das Risikomanagement sowie die Zahlungsstrommodellierung ab.
Im Bereich Versicherungen bietet FIS eine Reihe von Produkten und Dienstleistungen an, die spartenunabhängig unter anderem Aspekte der Policenverwaltung, versicherungsmathematischer Berechnungen und Modellierung, Finanzbuchhaltung, Anlagenbuchhaltung und der zugehöriger Berichterstattung abdecken. Mit der Übernahme von SunGard wurde die aktuarielle Modellierungssoftware Prophet übernommen. 